# جان فرانسوا باليستر
جان فرانسوا باليستر (بالفرنسية: Jean-Francois Ballester)‏ هو مدرب تزلج فني ‏ فرنسي، ولد في 1 سبتمبر 1965 في روان في فرنسا، وتوفي في 2 ديسمبر 2018 في لا شو دو فون في سويسرا بسبب نوبة قلبية.